# Адамівка (Зіньківська сільська громада)
Ада́мівка — село в Україні, у Зіньківській сільській громаді Хмельницького району Хмельницької області. Розташоване на річці Ушиці, за 25 км від залізничної станції Дунаївців. Населення становить 1176 осіб.
До 2020 року орган місцевого самоврядування — Адамівська сільська рада.

## Населення

### Мова
Розподіл населення за рідною мовою за даними перепису 2001 року:
| Мова       | Кількість | Відсоток |
| ---------- | --------- | -------- |
| українська | 1171      | 99.57%   |
| російська  | 5         | 0.43%    |
| Усього     | 1176      | 100%     |

## Історія
Село засноване в другій половині XVIII століття князями Чарторийськими.
Після встановлення радянської влади, у 1923 році село увійшло до Зіньковецького району Кам'янецької округи Подільської губернії УСРР. Перший колгосп у селі організовано в 1924 році. Село постраждало внаслідок геноциду українського народу, проведеного урядом СССР у 1932—1933 роках.
Мешканці села брали участь у німецько-радянській війні. За мужність, виявлену на фронтах війни, 512 жителів села нагороджено орденами і медалями.
Станом на початок 1970-х років в селі мешкало 2399 осіб. На території села розміщувалася центральна садиба колгоспу імені Артема, якому належало земельних угідь — 2,3 тисяч га, з них орної землі — 1,5 тисяч га. Основним напрямом господарства були вирощування зернових культур і цукрових буряків, виробництво молока і м'яса. Були розвинуті овочівництво, садівництво, бджільництво, шовківництво. на той час в селі працювали восьмирічна школа, клуб, бібліотека, пологовий будинок, фельдшерсько-акушерський пункт.
12 червня 2020 року, відповідно до розпорядження Кабінету Міністрів України № 727-р «Про визначення адміністративних центрів та затвердження територій територіальних громад Хмельницької області», увійшло до складу Зіньківської сільської громади.
19 липня 2020 року, після ліквідації Віньковецького району, село увійшло до Хмельницького району.

## Клімат
| Клімат Адамівки           | Клімат Адамівки | Клімат Адамівки | Клімат Адамівки | Клімат Адамівки | Клімат Адамівки | Клімат Адамівки | Клімат Адамівки | Клімат Адамівки | Клімат Адамівки | Клімат Адамівки | Клімат Адамівки | Клімат Адамівки | Клімат Адамівки |
| Показник                  | Січ.            | Лют.            | Бер.            | Квіт.           | Трав.           | Черв.           | Лип.            | Серп.           | Вер.            | Жовт.           | Лист.           | Груд.           | Рік             |
| Середній максимум, °C     | −1,9            | −0,3            | 4,8             | 13,6            | 19,8            | 22,9            | 24,0            | 23,5            | 19,5            | 13,0            | 5,6             | 0,5             | 12              |
| Середня температура, °C   | −5,2            | −3,7            | 0,9             | 8,4             | 14,2            | 17,5            | 18,7            | 18,0            | 14,2            | 8,5             | 2,6             | −2,2            | 7               |
| Середній мінімум, °C      | −8,4            | −7              | −3              | 3,3             | 8,7             | 12,2            | 13,5            | 12,6            | 8,9             | 4,0             | −0,3            | −4,9            | 3               |
| Норма опадів, мм          | 35              | 36              | 31              | 50              | 68              | 103             | 102             | 65              | 52              | 32              | 39              | 41              | 654             |
| ------------------------- | --------------- | --------------- | --------------- | --------------- | --------------- | --------------- | --------------- | --------------- | --------------- | --------------- | --------------- | --------------- | --------------- |
| Джерело: climate-data.org |                 |                 |                 |                 |                 |                 |                 |                 |                 |                 |                 |                 |                 |

## Гончарство
Село здавна є осередком гончарства. В ньому виробляють червоний неполив'яний посуд, глиняну дрібну пластику, димарі та інші вироби в традиціях кераміки села Зінькова цього ж району. 1911 року в селі була 341 родина гончарів (С. Бугаз, Я. Бацуца, П. Гаврилюк, Д. Дзюба, М. Столярчук, Д. Касіянчук та інші). З початку XX століття місцеві майстри розвивають своєрідні сюжетні та квіткові розписи. У 1923 році тут створили артіль «Приклад гончарам», з 1930 року працював гончарний завод. В асортименті — традиційні горщики, макітри, пасківники, глечики, а також тарілочки, попільнички, вазонники тощо, декоровані опискою. В останнє десятиліття виготовляли також полив'яний монохромний (прозора брунатна полива) посуд. Серед майстрів 1980-х років — І. Наглій, В. Зозуляк, І. Зозуляк, І. Костюк, П. Кравчук, М. Матанчук, Г. Гаврилюк, Є. Трембовецька.
Твори гончарів зберігаються в Національному музеї українського народного декоративного мистецтва в Києві, Музеї етнографії та художнього промислу у Львові, Музеї етнографії в Санкт-Петербурзі та інших музеях.

## Пам'ятки
- Покровська церква 18 століття належить до триконхового типу[6].

## Відомі люди
- Бацуца Яків Йосипович — український майстер кераміки. Загинув під час Голодомору 1932—1933.
- Кравчук В'ячеслав Васильович (1963—2022) — полковник, учасник афганської, карабаської, придністровської та російсько-української воєн. Почесний громадянин міста Тернополя (посмертно).
- Пиріжок Олександра Яківна — український майстер кераміки, дочка Якова Бацуци.
- Підмурняк Олександр Олексійович — лікар-хірург, науковець, педагог, історик, доктор медичних наук.

## Галерея

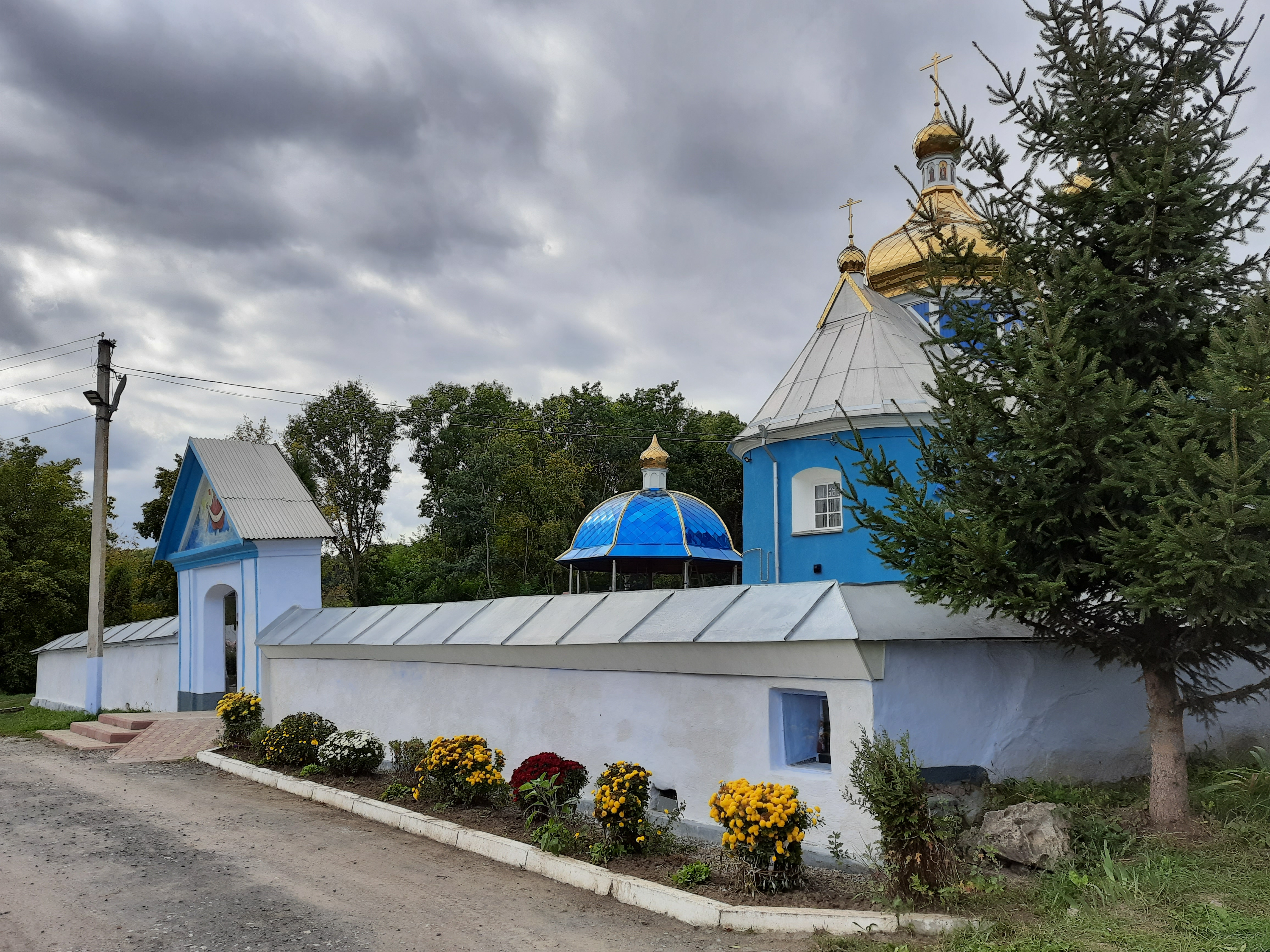
Покровська церква
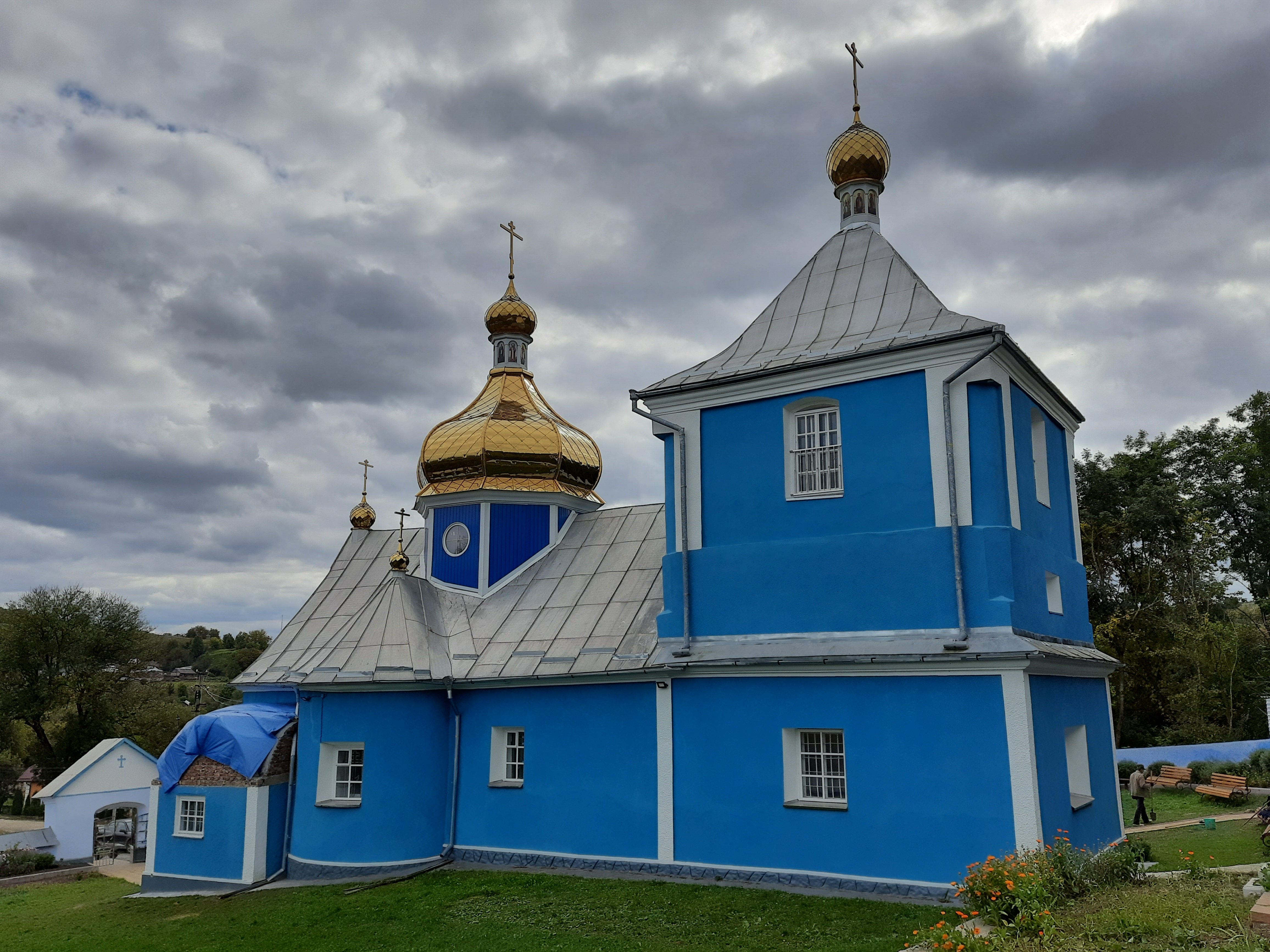
Покровська церква
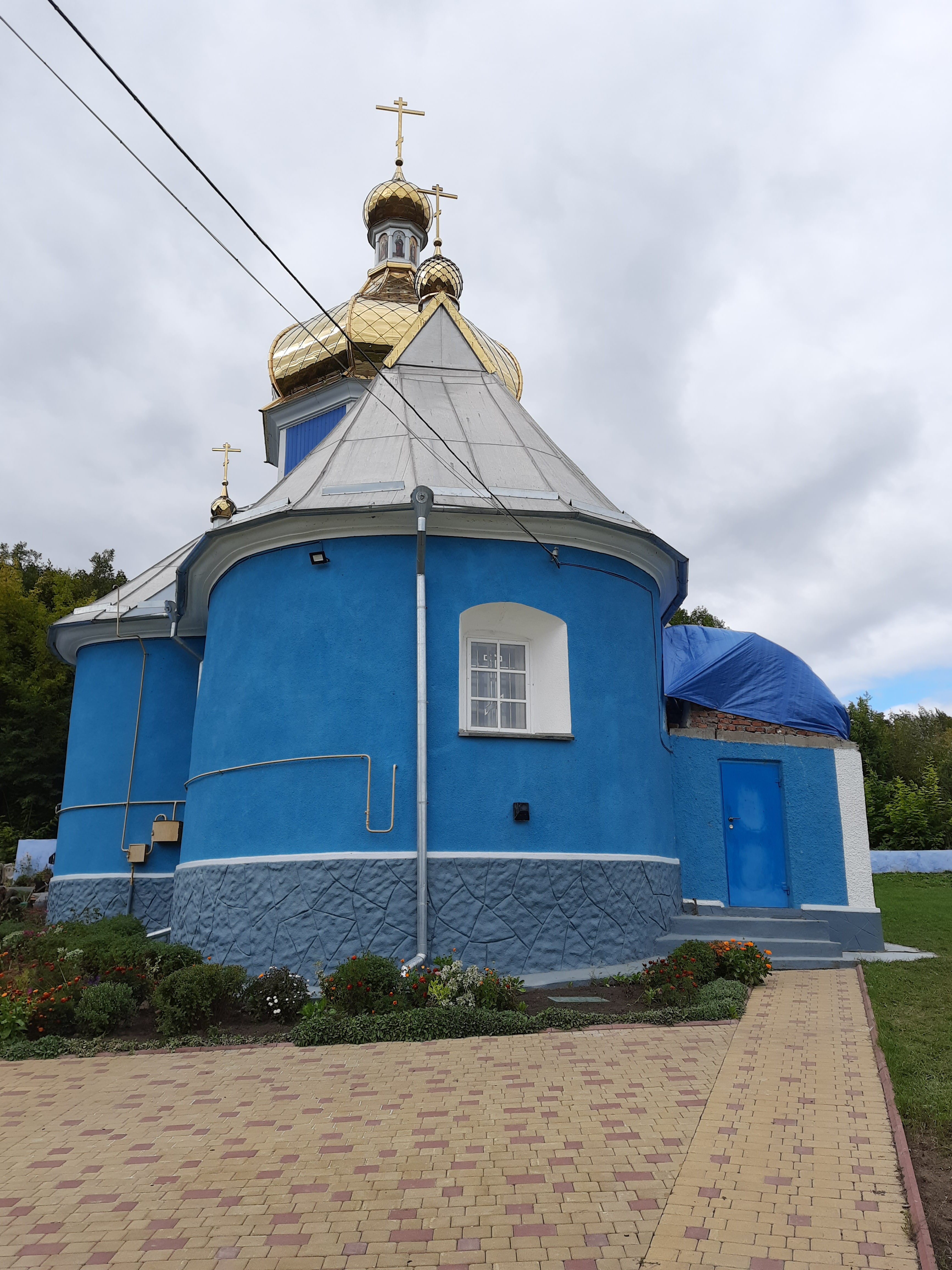
Покровська церква